# 다이바 (도쿄도)

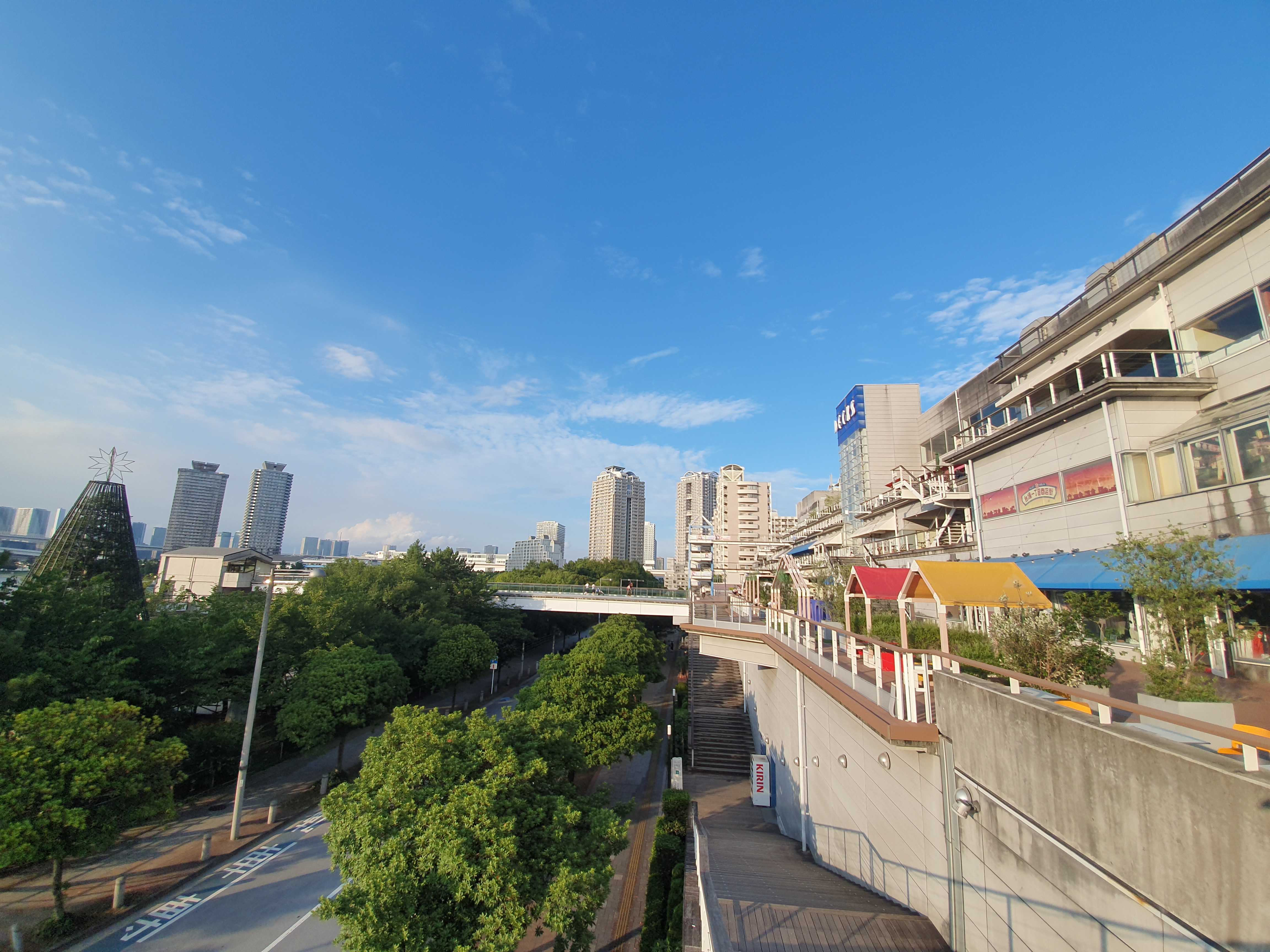

다이바(일본어: 台場)는 일본 도쿄도 미나토구의 지명이다. 옛 시바구 시바우라코난 지구에 해당한다.

## 개요
도쿄만과 아리아케 서운하에 접해있으며, 주로 쇼핑 센터나 오피스 빌딩이 늘어선 곳이다. 미나토구 · 고토구 · 시나가와구에 걸쳐 있으며, 도쿄 임해 부도심 (통칭 오다이바)의 일부를 담당하고 있다.